# Nidym
Der Nidym (russisch Ни́дым) ist ein linker Nebenfluss der Unteren Tunguska in der Region Krasnojarsk im asiatischen Teil von Russland.  
Der Nidym entspringt im Jangilgebirge im Westen des Mittelsibirischen Berglands. Er fließt anfangs in nördlicher Richtung, später wendet er sich nach Westnordwest. Der Nidym fließt durch ein schmales tiefeingeschnittenes Flusstal. Er nimmt den Nidymkan von links auf und fließt anschließend noch 46 km in nördlicher Richtung, bevor er schließlich 20 km südwestlich von Tura in die nach Westen strömende Untere Tunguska mündet.
Der Nidym hat eine Länge von 379 km. Er entwässert ein Areal von 14.500 km². Der Nidym wird von Regen und Schneeschmelze gespeist. 
Er ist zwischen Oktober und Mai eisbedeckt.